# Балаган (село)
Балаган (укр. Балаган) — село в Покровском районе Донецкой области Украины.
Код КОАТУУ — 1422755601. Население по переписи 2001 года составляет 35 человек. Почтовый индекс — 85327. Телефонный код — 623.